# Biblioteka Użytkownika Mikrokomputerów
Biblioteka Użytkownika Mikrokomputerów – seria wydawnicza książek z zakresu informatyki, wydawana przez wydawnictwo NAKOM.
Seria była wydawana w latach dziewięćdziesiątych oraz 2000 i 2001 r. przez wydawnictwo NAKOM z Poznania. Publikacje, które ukazywały się w tej serii, dotyczyły głównie oprogramowania komputerów oraz zagadnień związanych z ich programowaniem.
Okładki książek wydawanych w tej serii, miały charakterystyczną szatę graficzną: kolor żółty, obok tytułu i autora, wplecione charakterystyczne kwadraty z cieniem sugerującym trójwymiarowość, kwadraty te w kolorach czerwonym i niebieskim. Każda publikacja opatrzona była numerem w serii BUM.